# Travnjak
Travnjak je životna zajednica i biotop obilježen travama u kojem ima vrlo malo ili uopće nema drveća. Djelomično je nastao čovjekovim utjecajem (krčenjem šuma), a pripada životnim zajednicama. Tu spadaju livade i pašnjaci (travnjaci na kojima se obavlja ispaša stoke) kao i veliki, prirodni travnjaci:
- Savane u tropima
- Stepe s visokom i niskom travom umjerenog i suptropskog područja
- Podarktička odnosno, subpolarna travnata tundra
- Pleistocenske mamutske stepe

Na travnjacima postoji velik broj biljaka (npr. šafran, trputac, stolisnik, tratinčica i maslačak) i životinja, koje mogu živjeti na zemlji (npr. zec, jež i miš), ispod nje (krtica, kišna glista) ili u zraku (kukci). Od ptica tu žive fazan, prepelica, škanjac mišar i ševa.  Neke biljke koje rastu na livadama koriste se za pravljenje čajeva, a druge za prehranu.

## Vanjske poveznice
- Travnjaštvo Hrvatska tehnička enciklopedija, portal hrvatske tehničke baštine. LZMK